# Tale Evenhuis
Tale Evenhuis (Groningen, 27 maart 1915 – Groningen, 6 januari 2013) was een Nederlandse politicus van PvdA, die van 1958 tot aan zijn pensioen op 28 maart 1980 burgemeester was van de voormalige gemeente Nieuwe Pekela. Daarvoor was hij ook burgemeester van de voormalige gemeente Nieuwolda.